# روبن ريفرز
روبن ريفرز (بالإنجليزية: Ruben Rivers)‏ هو ضابط أمريكي، ولد في 1921 في أوكلاهوما في الولايات المتحدة، وتوفي في 19 نوفمبر 1944 في Guébling ‏ في فرنسا.